# Melbeta
Melbeta é uma vila localizada no estado americano de Nebraska, no Condado de Scotts Bluff.

## Demografia
Segundo o censo americano de 2000, a sua população era de 138 habitantes.
Em 2006, foi estimada uma população de 139, um aumento de 1 (0.7%).

## Geografia
De acordo com o United States Census Bureau, a localidade tem uma área de 0,2 km², sem área coberta por água.

## Localidades na vizinhança
O diagrama seguinte representa as localidades num raio de 16 km ao redor de Melbeta.